# Zalaszentmihály
Zalaszentmihály là một thị trấn thuộc hạt Zala, Hungary. Thị trấn này có diện tích 20,82 km², dân số năm 2010 là 1002 người, mật độ 48 người/km².